# Karl August Nerger

Karl-August Nerger

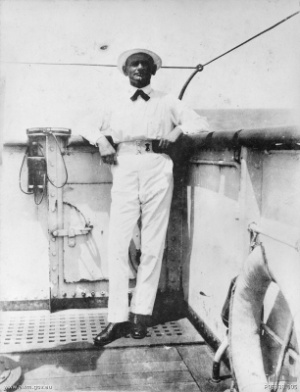
Karl-August Nerger als Kommandant des Hilfskreuzers Wolf

Karl-August Nerger (* 25. Februar 1875 in Rostock; † 12. Januar 1947 im Speziallager Nr. 7 Sachsenhausen) war ein deutscher Marineoffizier, zuletzt Konteradmiral.

## Leben
Karl war der älteste von drei Söhnen des Rostocker Gymnasiallehrers und Sprachforschers Karl Friedrich Ludwig Nerger (1841–1913) und dessen Frau Klara, geborene Hagemeister.

### Kaiserliche Marine
Nerger trat im April 1893 in die Kaiserliche Marine als Seekadett ein, war 1900 als Oberleutnant zur See auf dem Kanonenboot Iltis und in China während des Boxeraufstands an der „Niederkämpfung der Taku-Forts“ beteiligt. In der Zeit von September 1909 bis September 1911 war er als Navigationsoffizier auf der Hannover und Westfalen. Am 10. April 1911 wurde er zum Korvettenkapitän befördert und war ab Oktober 1911 zum Reichsmarineamt kommandiert. Im Juli 1914 wurde er Kommandant des zwischen 1906 und 1907 gebauten Kleinen Kreuzers Stettin, nahm mit dem Kreuzer 1914 an der Seeschlacht vor Helgoland teil. Im März 1916 wurde Nerger Kommandant des Hilfskreuzers Wolf, der 451 Tage gänzlich auf sich allein gestellt im Atlantik, Indischen Ozean und Pazifik erfolgreich Handelskrieg führte. Dabei wurden feindliche Schiffe mittels des bordeigenen Wasserflugzeugs „Wölfchen“ ausgemacht, aufgebracht und Kohle und Lebensmittel zur Ergänzung der Vorräte an Bord genommen. Die Besatzungen wurden gefangen genommen. Nerger versenkte 35 Handels- und zwei Kriegsschiffe mit insgesamt 110.000 BRT. Am 13. Januar 1917 wurde er Fregattenkapitän. Im Februar 1918 durchbrach die Wolf unentdeckt erneut die britische Blockade und kehrte in den Heimathafen Kiel zurück. Für seine Leistung erhielt Nerger im Februar 1918 den Pour le Mérite. Bis Mai 1918 war er Kommandant der Wolf. Von Mai 1918 bis November 1918 war er Führer der Minensuch- und Räumverbände. Anschließend war er bis zu seinem Ausscheiden dem Chef der Marinestation der Ostsee zur Verfügung gesetzt.
Am 25. Juli 1919 wurde er mit dem Charakter als Kapitän zur See aus der Marine verabschiedet.

### Zwischenkriegszeit und Zweiter Weltkrieg
Nerger war 1919/20 als möglicher Kriegsverbrecher auf die Auslieferungsliste der Entente gesetzt.
1919 wurde ihm die Ehrendoktorwürde der Medizin der Universität Rostock verliehen, und er wurde zum Ehrenbürger der Hansestadt Rostock ernannt, ein Jahr später erreichte er den „Beamtenstatus“ als Mitarbeiter der Siemens-Schuckert-Werke. Ab 1929 war er Mitglied des Direktoriums der Siemens-Schuckertwerke, Berlin.
Am 19. August 1939 wurde Nerger der Charakter als Konteradmiral der Kriegsmarine verliehen. Über eine aktive Rolle im Zweiten Weltkrieg ist nichts bekannt. Nach Ende des Zweiten Weltkriegs wurde er am 15. August 1945 von der sowjetischen Besatzungsmacht als „Angehöriger der Abwehr“ (Verhaftungsgrund laut Lagerprotokoll) verhaftet und im Speziallager Nr. 7, das die Sowjets auf dem Gelände des ehemaligen KZ Sachsenhausen eingerichtet hatte, interniert, wo er im Januar 1947 starb.

### Familie
Verheiratet war Karl-August Nerger mit der elf Jahre jüngeren Marie Annie Katharine Friedrichsen (1886–1945), mit der er drei Söhne und zwei Töchter hatte. Seine Frau starb vier Wochen nach seiner Verhaftung.

## Auszeichnungen
- Eisernes Kreuz (1914) II. und I. Klasse
- Pour le Mérite am 24. Februar 1918
- Ritterkreuz des Militär-St.-Heinrichs-Ordens am 25. Februar 1918[2]
- Militär-Max-Joseph-Orden am 28. März 1918

## Werk
- S.M.S. Wolf. Berlin: Scherl, 1918 Digitalisat, bei BLB Karlsruhe

## Verweise

### Dokumentationen
- Vorfahren gesucht (Teil 1): War Großvater ein Nazi? WDR 2007 – Produziert von Orangefilm GmbH, Köln, im Auftrag des WDR. Regie: Frank Wegerhoff, Buch: Heiko Schäfer
- Terra X: Freibeuter der Meere: Piraten des Kaisers. ZDF 2015 – Loopfilm, München im Auftrag des ZDF. Produzent und Regie: Michael Halmburger